# طواف أنطاليا
طواف أنطاليا (بالإنجليزية: Tour of Antalya )‏ هو سباق دراجات هوائية، من صنف سباق المرحلة، أُقيم أول موسم منه في 2018 في تركيا.

## قائمة الفائزين
| السنة | الفائز                  | الثاني                | الثالث               |                 |
| ----- | ----------------------- | --------------------- | -------------------- | --------------- |
| 2018  | أرتيوم أوفتشكين         | كريستيان رايليانو     | Awet Habtom ‏         |                 |
| 2019  | Szymon Rekita ‏          | Giovanni Lonardi ‏     | أتيلا فالتر          |                 |
| 2020  | Max Stedman ‏            | Kenneth Van Rooy ‏     | Alessandro Fancellu ‏ |                 |
| 2021  | تم إلغاء السباق         | تم إلغاء السباق       | تم إلغاء السباق      | تم إلغاء السباق |
| 2022  | Jacob Hindsgaul Madsen ‏ | Alessandro Fedeli ‏    | Luc Wirtgen ‏         |                 |
| 2023  | تم إلغاء السباق         | تم إلغاء السباق       | تم إلغاء السباق      | تم إلغاء السباق |
| 2024  | Davide Piganzoli ‏       | Alessandro Pinarello ‏ | Edoardo Zambanini ‏   |                 |

## وصلات خارجية
- الموقع الرسمي